# Gloria Rojas Vargas
Gloria Rojas Vargas ist eine lutherische Theologin und war bis 2011 Kirchenpräsidentin in der Evangelisch-Lutherischen Kirche in Chile.

## Leben
Vargas studierte nach ihrer Schulzeit evangelische Theologie und wurde 1985 als erste Frau in ihrer Kirche ordiniert. Sie ist eine promovierte Theologin. 2001 wurde sie Kirchenpräsidentin der Evangelisch-Lutherischen Kirche in Chile.
Von Juli 2010 bis Mai 2017 war sie eine der sieben Vizepräsidenten/Vizepräsidentinnen im Lutherischen Weltbund.
Im Jahre 2011 übergab sie ihr Kirchenpräsidenten-Amt an den Theologen Luis Alvarez und ist seither Pastorin in Punta Arenas, der südlichsten lutherischen Gemeinde der Welt. 2014 wurde sie von Präsidentin Michelle Bachelet als Seelsorgerin in den Präsidentenpalast La Moneda berufen.